# Шимшек, Эмре
Эмре Шимшек (тур. Emre Şimşek, род. 14 июня 1987, Байбурт, Турция) — турецкий горнолыжник. Участник Зимних Олимпийских игр 2014 года.

## Спортивная карьера
Эмре Шимшек родился 14 июня 1987 года в Байбурте, Турция.
После окончания средней школы в своем родном городе в 2005 году он изучал физическое воспитание и спорт на педагогическом факультете им. Казыма Карабекира Университета Ататюрка в Эрзуруме. Окончил со степенью бакалавра в 2009 году. Получил степень магистра спортивной медицины в 2012 году. В настоящее время он преподает в Спортивном колледже Университета Эрджиес в Кайсери.
Шимшек девятикратный чемпион Турции в разных возрастных категориях дисциплин слалома и гигантского слалома и дважды чемпион Турции в лыжном спорте на траве. Обладатель более 50 медалей. В составе сборной Шимшек 122 раза представлял свою страну на международных соревнованиях. Его основные международные выступления включают чемпионаты мира по горнолыжному спорту FIS в 2007 г. в Оре, Швеция и 2011 г. в Гармише, Германия, Зимние универсиады в 2007 г. в Турине, Италия, 2009 г. в Харбине, Китай и 2011 г. в Эрзуруме, Турция, а также в различных соревнованиях FIS в период с 2005 по 2011 гг. 2013.
Его лучший результат FIS — 17,74, а лучшее среднее время FIS — 26,61.
Как один из шести спортсменов сборной Турции, Шимшек принял участие в зимних Олимпийских играх 2014 года в Сочи, соревнуясь в слаломе и гигантском слаломе.
В гигантском слаломе в первом спуске показал результат 1:40,26, 76 место; результат второго спуска 1:37,38, 67 место; суммарный результат 3:17,64 и итоговое 68 место. В обычном слаломе не смог пройти квалификацию.